# A la pálida luz de la luna
A la pálida luz de la luna es una comedia española del año 1985 dirigida por José María González-Sinde.

## Argumento
Carmen decide que su marido es demasiado soñador y le abandona para ir a vivir con un intelectual que ha triunfado en Estados Unidos. El marido, Julio, va a vivir a casa de un aristócrata  arruinado que malvive de estafar a la Seguridad Social en complicidad con su mayordomo. En la serie de enredos que suceden participa un contable en paro, que es ludópata. Con la ayuda de un antiguo compañero de estudios cuya esposa se cree engañada, Julio decide recuperar a su esposa Carmen.